# 1964年夏季残疾人奥林匹克运动会以色列代表团
1964年夏季残疾人奥林匹克运动会以色列代表团是以色列派出的1964年夏季残疾人奥林匹克运动会代表团。获得7枚金牌、3枚银牌和13枚铜牌。